# خوزه ماریا سابالسا
خوزه ماریا سابالسا (اسپانیایی: José María Zabalza‎؛ ‏ ۱۹۲۸ – ۱۹۸۵) کارگردان فیلم، فیلم‌نامه‌نویس اهل اسپانیا بود.
از فیلم‌ها یا مجموعه‌های تلویزیونی که وی در آن‌ها نقش داشته است، می‌توان به «۲۰٬۰۰۰ دلار برای یک جسد» (۱۹۷۱) اشاره نمود.